# Norman Johnson

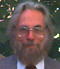
Norman Johnson

Norman W. Johnson, Chicago 12 november 1930 – Seekonk 13 juli 2017, was een wiskundige, die aan het Wheaton College in Norton hoogleraar was. Hij promoveerde aan de Universiteit van Toronto in 1966 met een proefschrift getiteld The Theory of Uniform Polytopes and Honeycombs bij HSM Coxeter. Johnson beschreef daarin drie polychora, die met de driedimensionale sterveelvlakken zijn te vergelijken. Zij werden naar hem Johnson-antiprisma's genoemd.
Hij publiceerde in 1966 een lijst van 92 convexe niet-uniforme veelvlakken met regelmatige veelhoeken als zijvlak. Viktor Zalgaller bewees in 1969 dat Johnsons lijst inderdaad volledig was. Deze 92 veelvlakken staan nu bekend als de johnsonlichamen.
Johnson heeft later aan het Uniform Polychora Project deelgenomen, een poging om polytopen in meer dan drie dimensies te vinden en de benoemen.